# Thysanopoda monacantha
Thysanopoda monacantha är en kräftdjursart som beskrevs av Ortmann 1893. Thysanopoda monacantha ingår i släktet Thysanopoda och familjen lysräkor. Inga underarter finns listade i Catalogue of Life.